# Campeonato manomanista 2002
La LVII edición del Campeonato manomanista, máxima competición de pelota vasca en la variante de pelota mano profesional de primera categoría, se disputó en el año 2002. Fue organizada conjuntamente por Asegarce y ASPE, las dos principales empresas dentro del ámbito profesional de la pelota mano.
En esta edición la gran noticia fue la decisión unilateral de ASPE de apartar a Mikel Goñi de las semifinales, alegando que dudaban que el pelotari pudiese pasar el control antidopaje. La sorpresa salto en la final con el gran dominio impuesto por Barriola, que barrio a Beloki, logrando su primera txapela.

## Eliminatorias
| Fecha    | Frontón y localidad                     | Rojo        | Azul       | Tanteo |
| -------- | --------------------------------------- | ----------- | ---------- | ------ |
| 28/03/02 | Municipal de Bergara, Vergara           | Imaz        | Patxi Ruiz | 15-22  |
| 06/04/02 | San Francisco Javier, Lodosa            | Olaizola II | Patxi Ruiz | 13-22  |
| 04/04/02 | Madalensoro, Oyarzun                    | Armendariz  | Patxi Ruiz | 09-22  |
| 30/03/02 | Municipal de Arrigorriaga, Arrigorriaga | Berraondo   | Esain      | 04-22  |
| 06/04/02 | Santanape, Guernica                     | Zearra      | Esain      | 22-12  |
| 30/03/02 | Ultzama, Larrainzar                     | Elkoro      | Zearra     | 22-19  |
| 29/03/02 | Municipal de Amurrio, Amurrio           | Berna       | Olaizola I | 07-22  |
| 05/04/02 | Municipal de Villamediana, Villamediana | Errandonea  | Olaizola I | 09-22  |
| 06/04/02 | Atano III, San Sebastián                | Lasa III    | Olaizola I | 16-22  |
| 30/03/02 | Astelena, Éibar                         | Koka        | Xala       | 22-17  |
| 29/03/02 | Astelena, Éibar                         | Goñi III    | Koka       | 16-22  |
| 05/04/02 | Astelena, Éibar                         | González    | Koka       | 09-22  |

## Octavos de final
| Fecha    | Frontón y localidad   | Rojo             | Azul       | Tanteo |
| -------- | --------------------- | ---------------- | ---------- | ------ |
| 12/04/02 | Palatu, Murgia        | Agirre           | Patxi Ruiz | 22-17  |
| 11/04/02 | La Ensenada, Palencia | Errasti (lesión) | Elkoro     | 0-22   |
| 12/04/02 | Barakaldes, Baracaldo | Nagore           | Olaizola I | 20-22  |
| 13/04/02 | Astelena, Éibar       | Goñi II          | Koka       | 22-21  |

## Cuartos de final
| Fecha    | Frontón y localidad | Rojo     | Azul       | Tanteo |
| -------- | ------------------- | -------- | ---------- | ------ |
| 21/04/02 | Astelena, Éibar     | Eugi     | Agirre     | 21-22  |
| 20/04/02 | Beotibar, Tolosa    | Barriola | Elkoro     | 22-1   |
| 21/04/02 | Ogueta, Vitoria     | Beloki   | Olaizola I | 22-11  |
| 19/04/02 | Astelena, Éibar     | Rai      | Goñi II    | 10-22  |

## Semifinales
| Fecha    | Frontón y localidad | Rojo   | Azul     | Tanteo        |
| -------- | ------------------- | ------ | -------- | ------------- |
| 03/05/02 | Astelena, Éibar     | Agirre | Barriola | 10-22         |
| 04/05/02 | Ogueta, Vitoria     | Beloki | Goñi II  | No se disputó |

## Final
| Fecha    | Frontón y localidad      | Rojo   | Azul     | Tanteo |
| -------- | ------------------------ | ------ | -------- | ------ |
| 23/06/02 | Atano III, San Sebastián | Beloki | Barriola | 03-22  |

- Datos: Q8261086